# MARVEL SNAP
MARVEL SNAP（マーベル・スナップ）は、2022年10月18日から配信されているアメリカ合衆国のデジタルトレーディングカードゲーム。このゲームにはマーベル・ユニバースのヒーローやヴィランたちが数々登場する。Android、iOS、 Windowsに対応。Windowsは、2023年8月22日に正式リリース。
2025年1月より、アメリカ合衆国で配信停止の騒ぎが起きている。これは、本作の配信元であるNuverseがTikTok運営のByteDance社傘下であることに影響している。現在は配信再開している。

## キャラクター
※一部キャストは基本、マーベル・シネマティック・ユニバースの声優を流用している。
- スパイダーマン - 榎木淳弥
- アイアンマン - 森川智之[4]
- デッドプール - 福山潤
- ストーム - 小林ゆう
- マイティ・ソー - 三宅健太
- キャプテン・アメリカ - 中村悠一
- サイクロップス - 佐々木望
- ジ・インフィニネット - 櫻井皓基
- グルート - 宮下栄治

ほか